# Cyllophorus hieroglyphicus
Cyllophorus hieroglyphicus är en skalbaggsart som först beskrevs av Friedrich Hustedt 1931 (1932. Cyllophorus hieroglyphicus ingår i släktet Cyllophorus, och familjen vivlar. Inga underarter finns listade i Catalogue of Life.